# Ölbergkapelle (Ursberg)

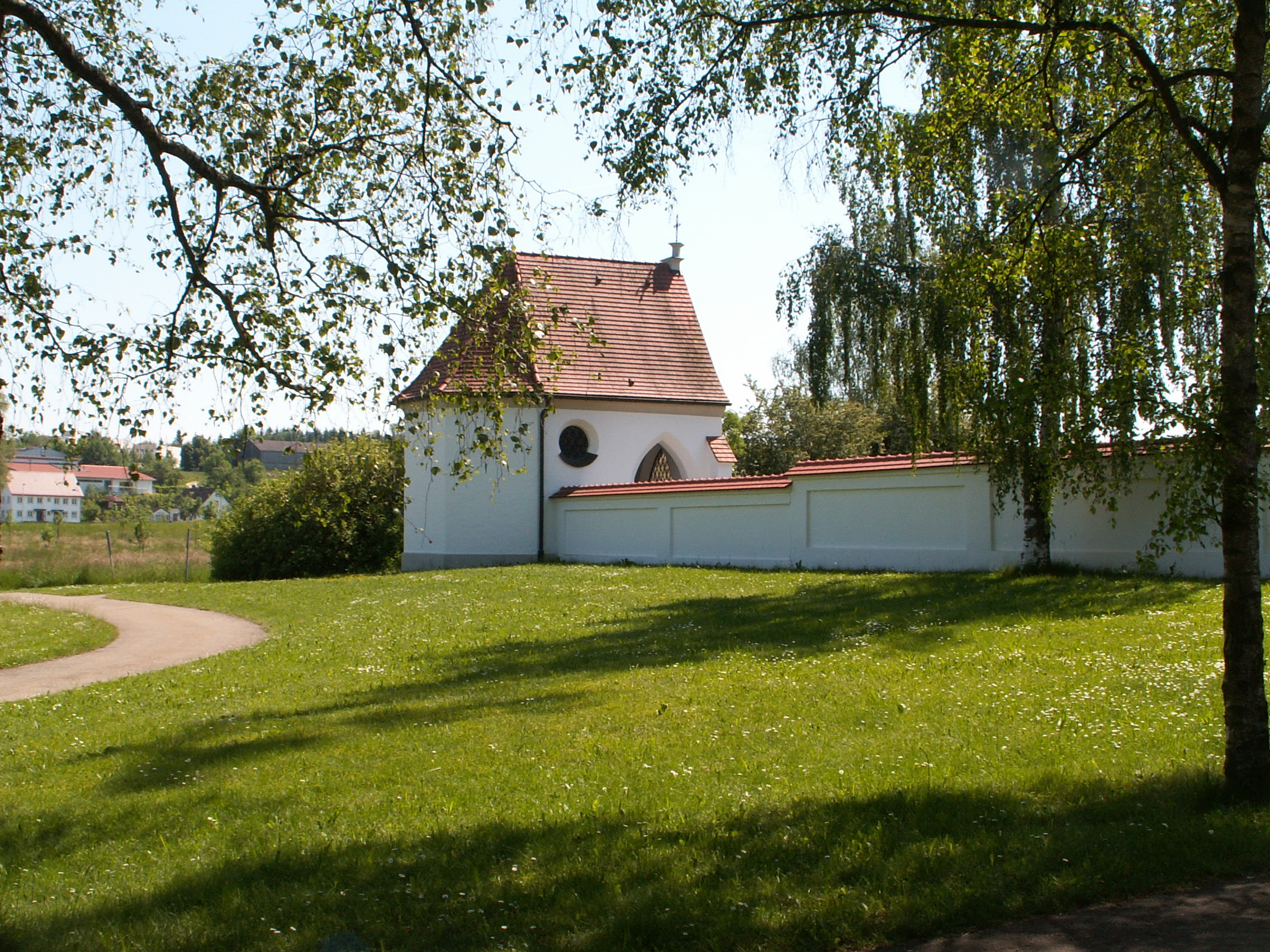
Ölbergkapelle in Ursberg

Die Ölbergkapelle in Ursberg, einer Gemeinde im schwäbischen Landkreis Günzburg (Bayern), wurde 1929 errichtet. Die Kapelle an der Thannhauser Straße 7 ist ein geschütztes Baudenkmal.

## Beschreibung
Die Kapelle im Friedhof der St. Josefskongregation wurde anstelle eines barocken Vorgängerbaues errichtet. Die geschnitzte Ölberggruppe, die um 1700 entstanden ist, wurde von der abgebrochenen Kapelle übernommen.